# ساریوون
ساریوون (به لاتین: Sariwon) یک شهر در کره شمالی است که در استان هوانگهه شمالی واقع شده‌است.